# Ichthyaetus relictus
Ichthyaetus relictus là một loài chim trong họ Laridae.